# Malawad, Ron
Malawad là một làng thuộc tehsil Ron, huyện Gadag, bang Karnataka, Ấn Độ.